# Mario Wirz

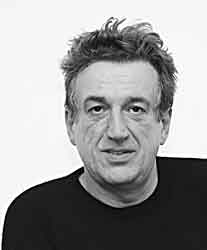
Der Dichter Mario Wirz (1956–2013)

Mario Wirz (* 3. Dezember 1956 als Volker Wirz in Marburg an der Lahn; † 30. Mai 2013 in Berlin) war ein deutscher Schriftsteller und Schauspieler.

## Leben
Seine Kindheit verbrachte Mario Wirz im hessischen Frankenberg. Nach dem Abitur absolvierte er in Berlin eine Ausbildung zum Schauspieler. Es folgten Engagements an verschiedenen Theatern als Schauspieler und Regisseur, u. a. an der Vagantenbühne in Berlin und am Stadttheater in Kiel.
Von 1981 bis 1984 übernahm Mario Wirz ein Engagement am Jugendtheater Kiel, das unter der Leitung des österreichischen Dramatikers Peter Slavik neue und aufregende Wege jenseits aller Kinder- und Jugendtheater-Klischees suchte.
1982 erschien der erste Lyrikband von Mario Wirz. Im selben Jahr debütierte er auch als Dramatiker mit seinem ersten Theaterstück „Atemlos“ am Jugendtheater Kiel. 1983 folgten die Uraufführung von „Bella Italia“ und „Häuser“ (Co-Autor: Peter Slavik), ebenfalls am Jugendtheater Kiel.
1984 kehrte Mario Wirz nach Berlin zurück und arbeitete dort als Schauspieler und Regisseur. 1985 inszenierte er am „Theaterra“ in Berlin sein Theaterstück „Morgen ist auch kein Tag“.
Seinen Durchbruch als Autor hatte Mario Wirz 1992 mit seinem Roman „Es ist spät, ich kann nicht atmen. Ein nächtlicher Bericht“, der, wie auch einige seiner späteren Werke, seine HIV-Infektion thematisierte. Die Welt schrieb: „Mario Wirz weist sich auch mit diesem Band als einer der begabtesten Literaten deutscher Sprache aus.“
Mario Wirz´ Prosa und Lyrik erschienen im Aufbau-Verlag. Übersetzungen von Wirz’ Werken sind in Frankreich, den USA, Griechenland, der Ukraine, Italien und Ungarn erschienen.
Am 30. Mai 2013 verstarb Wirz an den Folgen einer Krebserkrankung in Berlin. 2014 erschien der Kurzfilm „Mario Wirz“ von Rosa von Praunheim, der sechs Wochen vor dem Tod des Autors am 16. April 2013 gedreht wurde. Während eines Spazierganges reflektieren beide über das Leben und das Sterben.

## Werke

### Prosa
- Es ist spät, ich kann nicht atmen. Ein nächtlicher Bericht. Aufbau Verlag, Berlin 1992.
- Biographie eines lebendigen Tages. Erzählung, Berlin 1994.
- Folge dem Fieber und tanze. Briefwechsel mit Rosa von Praunheim, Berlin 1995.
- Umarmungen am Ende der Nacht. Erzählungen, Berlin 1999.
- Auf dem Grund der Gläser. Berliner Trommel-Szenen. Erzählung, In: Nachtfieber. Bruno Gmünder Verlag, Berlin 2008.
- mit Christoph Klimke: Nachrichten von den Geliebten. Berlin 2009. (über den gemeinsamen Dichterfreund Detlev Meyer[7])
- mit Christoph Klimke: Unwiderruflich glücklich. Erzählungen. Berlin 2013.

### Lyrik
- Und Traum zerzaust dein Haar. Göttingen 1982.
- All die vielen Nachtschritte. Göttingen 1984.
- Ich rufe die Wölfe. Berlin 1993.
- Das Herz dieser Stunde. Berlin 1997.
- Sieben Leben hat die Woche. Berlin 2003.
- Sturm vor der Stille. Berlin 2006.
- Vorübergehend unsterblich. Gedichte; Aufbau Verlag, Berlin 2010, ISBN 978-3-351-03314-9.
- Zwischen den Namen und Orten. Kalender mit Gedichten und Fotografien von Martin E. Kautter. HS-SOLID – edition männertreu, Berlin 2012, ISBN 978-3-9814119-6-6.
- „Mario Wirz“. (= Poesiealbum. 306), Grafik Rinaldo Hopf. Märkischer Verlag, Wilhelmshorst 2013, ISBN 978-3-943708-06-6.
- Jetzt ist ein ganzes Leben. Gedichte. Aufbau Verlag, Berlin 2013. (postum)[8]

### Theaterstücke (Auswahl)
- Atemlos. UA Jugendtheater Kiel 1982.
- Bella Italia. UA Jugendtheater Kiel 1983.
- Hat ein Messer im Schnabel. UA Krolltheater Berlin 1986.
- Nest für einen Star. UA Theater 36 Berlin 1988.

## Stipendien und Preise
- Erster Preis des PEN-Club Liechtenstein 1991
- Stipendium der Stiftung Kulturfonds der neuen Bundesländer 1994
- Förderpreis des Landes Brandenburg 1997
- Stipendium der Käthe-Dorsch-Stiftung, 2002 und 2006